# NGC 567
NGC 567 est une galaxie lenticulaire située dans la constellation de la Baleine. NGC 567 a été découverte par l'astronome américain Francis Leavenworth en 1886.

## Caractéristiques
Sa vitesse par rapport au fond diffus cosmologique est de 6 699 ± 21 km/s, ce qui correspond à une distance de Hubble de 98,8 ± 6,9 Mpc (∼322 millions d'al).
À ce jour, une mesure non basée sur le décalage vers le rouge (redshift) donne une distance d'environ 107,000 Mpc (∼349 millions d'al). Cette valeur est légèrement à l'extérieur des valeurs de la distance de Hubble.